# Тіруваллар – Бангалуру
Тіруваллар – Бангалуру – газопровід, який сполучив газотранспортні системи індійських штатів Тамілнад та Карнатака.
Трубопровід, який ввели в дію у 2022 році, має довжину 271 км та виконаний в діаметрі 400 мм. Він починається на трасі газопроводу Енноре – Тутукуді, що забезпечує доступ до ресурсу, імпортованого через термінал ЗПГ Енноре, та прямує до столиці Карнатаки міста Бангалуру.
Можливо відзначити, що до Бангалуру також виходять газопроводи Кочі – Бангалуру та Дабхол – Бангалуру, які надають доступ до терміналів ЗПГ, що працюють на західному узбережжі країни.